# 55
Évszázadok: i. e. 1. század – 1. század – 2. század
Évtizedek: 1-es évek – 10-es évek – 20-as évek – 30-as évek – 40-es évek – 50-es évek – 60-as évek – 70-es évek – 80-as évek – 90-es évek – 100-as évek
Évek: 50 – 51 – 52 – 53 –  54 – 55 – 56 – 57 – 58 – 59 – 60

## Események

### Római Birodalom
- Nero császárt (helyettese márciustól Numerius Cestius, májustól Publius Cornelius Dolabella, júliustól Marcus Trebellius Maximus, szeptembertől Publius Palfurius, novembertől Cnaeus Cornelius Lentulus Gaetulicus) és Lucius Antistius Vetust (helyettese Lucius Annaeus Seneca és Titus Curtilius Mancia) választják consulnak.
- Nero egy Acte nevű felszabadított rabszolganőt tesz meg a szeretőjének; emiatt összekülönbözik az anyjával, Agrippinával. Elbocsátja hivatalaiból Agrippina bizalmasát (és elődje, Claudius császár titkárát), Pallast.
- Nero egy ünnepségen énekelteti 13 éves féltestvérét (Claudius vér szerinti fiát), Britannicust, hogy nevetségessé tegye. Britannicus dalában mindenkinek értésére adja, hogy Nero kiforgatta apai örökségéből, ezzel általános részvétet kelt maga iránt.
- Nero egy lakomán megmérgezteti Britannicust. Bevádolják előtte Agrippinát, hogy Octaviával (Britannicus nővére és Nero felesége) Britannicust gyászolják, ezért végképp elhidegül anyjától és állítólag már ekkor tervezni kezdi meggyilkolását.
- Az örmények elűzik Rhadamisztosz királyt és visszahívják a pártus I. Tiridatészt. Rhadamisztosz elmenekül, de lovagolni képtelen terhes felesége, Zenóbia feltartja, ezért annak kérésre leszúrja, hogy ne kerüljön az ellenség kezére és egy folyóba dobja. Zenóbia túléli az esetet és Tiridatészhez viszik, aki rangjához méltóan bánik vele.
- I. Vologaészész pártus király békét köt a keleti római hadak főparancsnokával, Corbulóval és túszokat ad neki.

## Halálozások
- Február 11. - Britannicus, Claudius császár fia